# Schizymenium subglobosum
Schizymenium subglobosum là một loài Rêu trong họ Bryaceae. Loài này được (R.S. Williams) A.J. Shaw miêu tả khoa học đầu tiên năm 1985.